# دو و میدانی در پارالمپیک تابستانی 2000 - 100 متر مردان T46
الگو:Infobox Paralympic event
دو و میدانی در پارالمپیک تابستانی ۲۰۰۰–۱۰۰ متر مردان T46 (انگلیسی: Athletics at the 2000 Summer Paralympics – Men's 100 metres T46)